# European Championships 2022/Teilnehmer (Albanien)
| Gelbes Symbol für Goldmedaillen mit stilisierten Olympischen Ringen | Graues Symbol für Silbermedaillen mit stilisierten Olympischen Ringen | Braundes Symbol für Bronzemedaillen mit stilisierten Olympischen Ringen |
| ------------------------------------------------------------------- | --------------------------------------------------------------------- | ----------------------------------------------------------------------- |
| 1                                                                   | —                                                                     | —                                                                       |

Albanien nahm mit vier Athleten (3 Männer, 1 Frau) an den European Championships 2022 in München teil.

## Medaillen

### Medaillenspiegel
| Rang   | Sportart       | Gold | Silber | Bronze | Gesamt |
| ------ | -------------- | ---- | ------ | ------ | ------ |
| 1      | Leichtathletik | 1    | —      | —      | 1      |
| Gesamt | Gesamt         | 1    | 0      | 0      | 1      |

### Medaillengewinner
| Name/n     | Sportart       | Wettkampf        |
| ---------- | -------------- | ---------------- |
| Gold       |                |                  |
| Luiza Gega | Leichtathletik | 3000 m Hindernis |

## Teilnehmer nach Sportarten

### Leichtathletik
Laufen
| Athleten   | Wettbewerb       | Vorlauf     | Vorlauf | Finale           | Finale | Rang |
| Athleten   | Wettbewerb       | Zeit        | Rang    | Zeit             | Rang   | Rang |
| ---------- | ---------------- | ----------- | ------- | ---------------- | ------ | ---- |
| Frauen     |                  |             |         |                  |        |      |
| Luiza Gega | 3000 m Hindernis | 9:30,93 min | 1       | 9:11,31 min (CR) | 1      | Gold |

### Radsport

#### Straße
| Athleten       | Wettbewerb    | Zeit      | Rang |
| -------------- | ------------- | --------- | ---- |
| Männer         |               |           |      |
| Ylber Sefa     | Straßenrennen | 4:38:57 h | 28   |
| Marolino Hoxha | Straßenrennen | DNF       | DNF  |
| Olsian Velia   | Straßenrennen | DNF       | DNF  |